# Väter allein zu Haus: Timo
Timo ist ein deutscher Fernsehfilm von Esther Gronenborn aus dem Jahr 2021. Es handelt sich um die dritte der vier Episoden der Minireihe Väter allein zu Haus, bei der vier auf unterschiedliche Weise überforderte Väter aus Wuppertal im Mittelpunkt stehen. In der jeweiligen Episode, die den Vornamen des entsprechenden Vaters trägt, wird das Leben dieses geplagten Vaters beleuchtet. Als dritter Vater wird Timo, verkörpert von Tim Oliver Schultz, vorgestellt. Seine Ex-Ehefrau Nicki wird von Yasemin Cetinkaya gespielt, seine neue Liebe Lucy Frick von Zoe Moore. In tragenden Rollen sind Timos Freunde, verkörpert von Peter Lohmeyer, David Rott und Tobias van Dieken besetzt. Christina Große ist wieder als Michaela dabei.
In der Pressemitteilung des WDR hieß es zur Erstausstrahlung des Films: „Warmherzig, humorvoll und mit Gespür auch für die dramatischen Momente im Leben erzählt Timo die Geschichte von einem abgestürzten Bundesligastar, der große Angst hat, im Streit mit seiner Ex-Frau seine Kinder zu verlieren.“
Arne Nolting und Jan Martin Scharf griffen bei der Erstellung des Drehbuchs auf die australische horizontal erzählte Serie House Husbands zurück, die über fünf Staffeln ging. Sie hätten sich an ‚House Husband‘ orientiert, die Storys aber dramaturgisch komplett anders gebaut.

## Handlung
Timo Savona, Ende zwanzig und ehemaliger Fußballbundesligaspieler, hat sich seit einem dilettantisch verschossenen Elfmeter bei einem Pokalspiel als „Schande von Altona“ in den Köpfen vieler Menschen eingebrannt. Auch aufgrund zahlreicher Verrücktheiten musste er seine Profi-Karriere inzwischen beenden. Nun verdient er sein Geld als Türsteher einer Bar. Sein beruflicher Absturz hat für ihn aber noch weitaus schwierigere Konsequenzen. Nicki, inzwischen seine Exfrau, lebt nunmehr mit seinem Ex-Manager Robert Wilmsen zusammen. Für die drei Kinder gibt es ein gemeinsames Sorgerecht, das Timo garantiert, weiterhin eine wichtige Rolle im Leben seiner Kinder Tom, Luis und Lilly, die noch ein Baby ist, zu spielen.
Als Nicki die zwischen den ehemaligen Eheleuten getroffene Vereinbarung hinsichtlich der Kinder ändern will und das Aufenthaltsbestimmungsrecht für die Kinder für sich allein beansprucht, macht das Timo ziemlich zu schaffen. Seine Kinder sind sein Ein und Alles. Nicki macht Timo klar, dass sie notfalls vor Gericht ziehen werde, um eine Entscheidung zu erwirken. Für Timo ist das eine mittlere Katastrophe. Bei der Trennung des Paares hat Timo Nicki das komfortable Einfamilienhaus überlassen, im Gegenzug aber darauf bestanden, dass das Sorgerecht für die Kinder geteilt wird. Es kristallisiert sich heraus, dass Nickis neuer Partner Robert entscheidend auf Nicki einwirkt, um Timo seine Kinder zu entziehen. Dazu passt auch, dass er ihm unbedingt einen Vertrag mit einem Fußballverein in Portugal unterjubeln will. Als der Verdacht im Raum steht, dass Baby Lilly einen Anhänger verschluckt haben könnte, zeigt sich erneut, welch falsches Spiel Robert spielt. Obwohl Timos einfühlsames Statement vor Gericht auch die Richterin beeindruckt, meint sie, sie könne gar nicht anders, als Nicki das alleinige Sorgerecht zuzusprechen. Für Timo bricht eine Welt zusammen.
Zum Glück kann Timo auf seine Kumpel Gerd, Mark und Andreas zählen. Das Verhältnis zu Gerd ist allerdings etwas gestört durch die Tatsache, dass Timo sich ausgerechnet in Gerds älteste Tochter Lucy verliebt hat. Gerd weiß zwar, dass Timo ein feiner Kerl ist, als Freund seiner eigenen Tochter sieht er ihn allerdings weniger gern. Er geht dabei sogar so weit, für seine Tochter in einem Datingportal ein Profil anzulegen, um ihr aufzuzeigen, welch vielfältige Optionen sie hat. Lucy macht ihrem Vater jedoch deutlich, dass ihr Liebesleben ganz allein ihre Angelegenheit ist.
Es kommt für Timo jedoch noch schlimmer. Nicki informiert ihn darüber, dass sie und Robert mit den Kindern nach München umziehen werden. Das ist auch der Hauptgrund, warum Nicki auf Drängen ihres neuen Partners den Prozess um das alleinige Sorgerecht für die Kinder angestrengt hat. Robert hat in München einen lukrativen Posten angeboten bekommen. Diese Nachricht gibt Timo den Rest. Nach einer für die Kinder veranstalteten Abschiedsparty, kommt Timo auf die wenig glorreiche Idee, seine Kinder nicht bei ihrer Mutter abzuliefern, sondern mit ihnen an einen See zu fahren, um dort in einem Zelt zu übernachten. Lucy, von ihrem Vater alarmiert, ahnt, wo Timo sein könnte. Sie redet ihm ins Gewissen mit dem Ergebnis, dass er die Kinder bei seiner Frau abliefern will. Auf dem Weg dorthin wird er von der Polizei angehalten, da nach ihm gefahndet wird. Gegen den Willen Nickis und hinter ihrem Rücken hat Robert die Polizei informiert. Für Nicki ist es nun genug, sie beschließt mit den Kindern in Wuppertal zu bleiben. Zu Timo meint sie, dass Lucy ihn wirklich echt gern habe, er solle auf sie aufpassen.

## Produktion

### Produktionsnotizen, Veröffentlichung

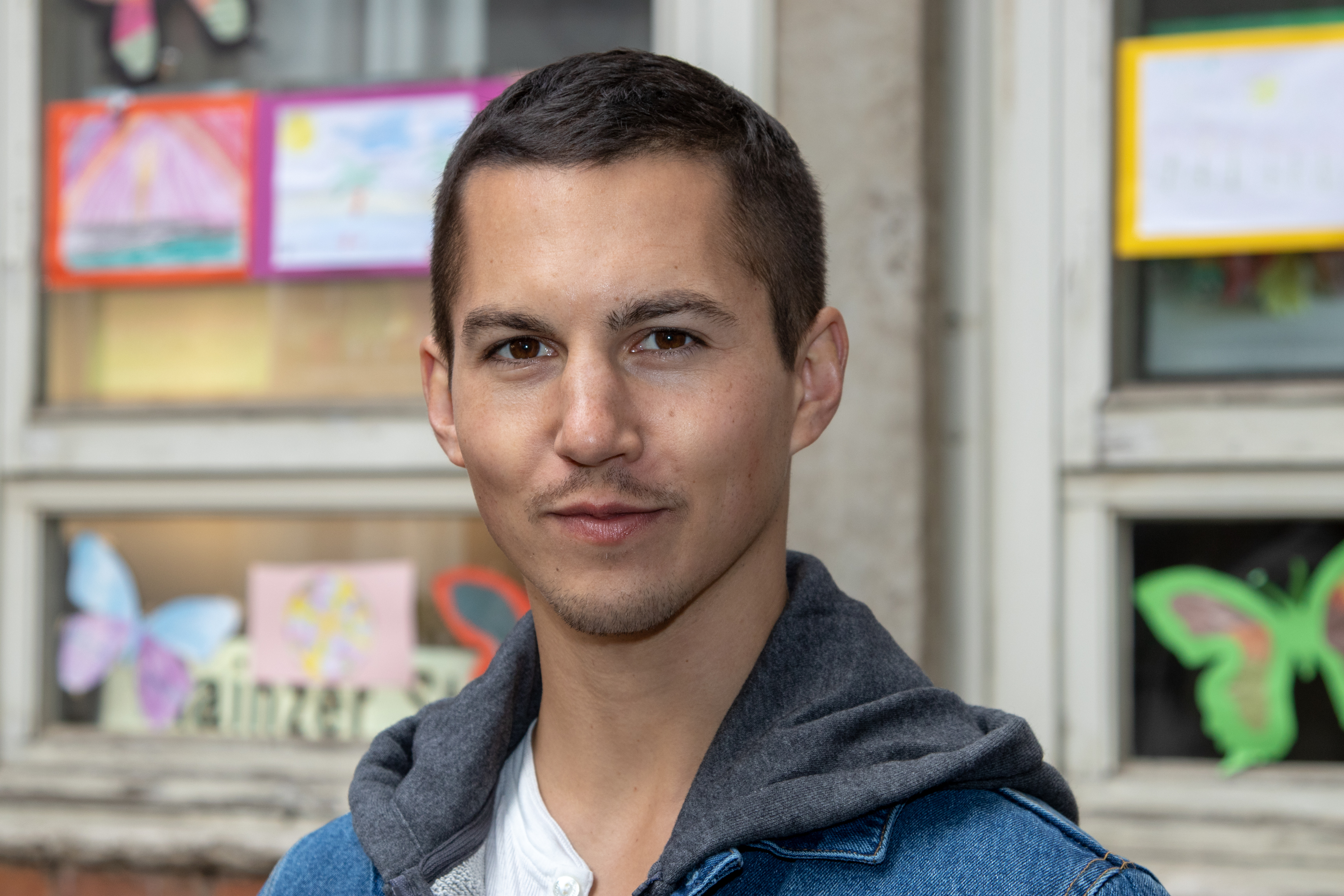
Tim Oliver Schultz, der Darsteller des Timo

Timo wurde vom 7. Mai bis zum 8. Juni 2019 an Schauplätzen in Köln und Wuppertal gedreht. Es ist unter anderem die originale Schwebebahn zu sehen. Produziert wurde der Film von der Bavaria Fiction GmbH im Auftrag von ARD Degeto dem Westdeutschen Rundfunk Köln für das Erste. Die redaktionelle Verantwortung für den WDR lag bei Corinna Liedtke und bei Stefan Kruppka für die ARD Degeto. Die Herstellungsleitung oblag Sascha Ommert, die Produktionsleitung Manuel Mützner.

### Hintergrund
Auf die Frage an Arne Nolting und Jan Martin Scharf, was sie aus dem australischen Vorbild hätten übernehmen können, antwortete Scharf, „die Figuren, die Figurenkonstellationen, vor allem die Freundschaft zwischen diesen doch sehr unterschiedlichen Vätern“. Die Ereignisse und Abenteuer, die sie miteinander erlebt hätten, habe man dann auf bislang drei Filme verdichtet und vor allen Dingen habe man eines gemacht und sich pro Film auf einen dieser Väter konzentriert und dessen Geschichte – und auch seine Beziehungsgeschichte – näher ausgeleuchtet. Nolting ergänzte, dass dadurch jeder Film auch für sich allein funktioniere. Trotzdem empfehle er, sich alle Filme in der Reihenfolge ihrer Ausstrahlung anzuschauen. Grundsätzlich sei es natürlich gut, wenn es schon eine Vorlage gebe, aber trotzdem müsse man sich diese dann zu eigen machen, auch im Hinblick auf die kulturellen Unterschiede. Im Schreibprozess setze sich die eigene Handschrift irgendwann durch, sodass das Ausgangsmaterial dann „eine Art Trampolin“ sei, „das uns in den kreativen Prozess geschossen“ hat. Das fange schon damit an, dass die Geschichte, die in einem australischen Vorort spiele, nun nach Wuppertal verlegt worden sei, ebenso unterscheide sich der australische Schulalltag sehr vom deutschen. Angesprochen darauf, dass sie beide schon ziemlich lange ein Team bilden würden, bestätigten Nolting und Scharf, dass sie tatsächlich seit 20 Jahren die allermeisten Projekte zusammen gemacht hätten.
Arne Nolting antwortete auf die Frage, ob er eigentlichen einen Lieblingsvater unter den vier Vätern habe, es wäre „extrem ungerecht den anderen dreien gegenüber“, würde er jetzt einen nennen. Außerdem verkörpere jeder von ihnen „Aspekte des Vaterseins“, die er möge und schätze, und jeder von ihnen habe „Macken und Fehler“, die er „verstehe und verzeihe“. Deshalb: er liebe sie natürlich alle. Jan Martin Scharf ergänzte: „Absolut. Und ihre Frauen auch!“
An Tim Oliver Schultz ging die Frage, ob er in der Filmszene, in der er den Ball sehr gekonnt hochhalte, gedoubelt worden sei, da man seinen Kopf nicht sehe, was der Schauspieler bejahte. Die Szene, in der Timo durch den Schuss über das Tor zur „Schande von Altona“ werde, habe er allerdings selbst gespielt. Da Schultz mit Fußball nichts am Hut hat, lautete eine weitere Frage, was ihm an der Figur des Timos so gut gefallen habe, dass er „trotzdem für die Rolle zugesagt“ habe. Schultz antwortete, dass es um Väter gehe, denen die Zeit mit ihren Kindern wichtig sei. Es sei tatsächlich seine erste Vaterrolle. Er sehe ja eher jünger aus als 32, die er sei. Seit er denken könne, wolle er Kinder haben. Er habe sofort gedacht, das sei eine Geschichte, die erzählt werden müsse. Mit den Kinderdarstellern habe er sich auf Anhieb gut verstanden. Warum er diese Väter-Geschichten so wunderbar und erzählenswert finde, habe auch mit den Männerfreundschaften im Film zu tun. Schultz bestätigte, dass die vier Film-Freunde auch privat befreundet seien.

## Rezeption

### Veröffentlichung, Einschaltquote
Der am 19. Februar 2021 erstmals im Programm der ARD Das Erste ausgestrahlte Film wurde von 3,04 Millionen Zuschauern eingeschaltet, was einem Marktanteil von 9,5 Prozent entsprach.

### Kritik
Die Kritiker der Fernsehzeitschrift TV Spielfilm zeigten mit dem Daumen nach oben, vergaben für Humor zwei, für Anspruch und Spannung je einen von drei möglichen Punkten und resümierten: „Dramödie mit sympathisch unvollkommenen Figuren“.
Rainer Tittelbach befasste sich auf seiner Seite tittelbach.tv mit dem Film und gab ihm 4½ von 6 möglichen Punkten. „Die nach wie vor launige Tonlage“ der Filme habe sich „von der Komödie einen Tick mehr in Richtung Dramödie verschoben“. Das „Konzept“ sei „nicht nur deshalb so angenehm ‚anders‘ für einen ARD-Freitagsfilm, weil es vorbildlich auf die Diversität der Gesellschaft fokussiert ist, sondern ganz maßgeblich auch, weil die Umsetzung dramaturgisch & filmisch gelungen“ sei. „Und die Befürchtung, dass für Tim Oliver Schultz & Tobias van Dieken die Fußstapfen ihrer Vorgänger zu groß sein könnten“, habe sich „nicht bewahrheitet. Zudem können sich auch Zoe Moore & Steve Windolf als Spielpartner sehen lassen. Fortsetzung – wünschenswert.“ Tim Oliver Schultz […] und Zoe Moore seien „ein Traumpaar – jung, frisch und ihren Figuren immer für eine kleine Überraschung gut“. […] „Die Expositionen“ seien „für ein Unterhaltungsformat geradezu vorbildlich. In wenigen Minuten ist der Zuschauer im Bilde; auf ungelenke, umständliche Erklär-Dialoge wird weitgehend verzichtet“. Abschließend stellte der Kritiker fest: „Das Konzept von ‚Väter allein zu Haus‘ ist nicht nur deshalb so gut und angenehm ‚anders‘ für ein ARD-Freitagsfilm-Format, weil es sich auf die zu Recht auch für Filme geforderte Diversität der Gesellschaft fokussiert, sondern ganz maßgeblich auch, weil die Umsetzung dramaturgisch & filmisch gelungen ist.“
Beim Internetportal evangelisch.de erläuterte Tilmann P. Gangloff: „In diesem Fall von ‚Väter allein zu Haus: Timo‘ entpuppt sich eine gewisse Vergesslichkeit sogar als reizvoll: Das Drehbuchduo Jan Martin Scharf und Arne Nolting wartet mit einer Überraschung auf, die aber in der Tat eine kleine Erinnerungslücke voraussetzt, um zu funktionieren.“ […] „Der besondere Reiz dieses dritten Teils“ liege „im Wandel des Vorzeichens“. Der Film beginne „als Komödie mit romantischem Beiklang […] mit Liebe zum Detail“ reiche das Drehbuch den „Absturz“ der Titelfigur nach. Esther Gronenborn habe die Szenen mit den Kindern „mit scheinbar leichter Hand inszeniert, die Kinder“ seien „ausgezeichnet geführt“. Zoe Moore, die Darstellerin der Jura-Studentin Lucy, sei „ohnehin immer ein Einschaltgrund, aber Tim Oliver Schultz, der Star aus ‚Club der roten Bänder‘“, sei „ebenfalls eine ausgezeichnete Besetzung für diesen großen Jungen, der gerade erst lernt, erwachsen zu werden“.
Oliver Armknecht bewertete den Film auf der Seite Film-Rezensionen weniger positiv als Tittelbach und Gangloff, gab ihm sechs von zehn möglichen Punkten und fasste zusammen: „Die Geschichte selbst ist nichts Besonderes, der Ablauf allzeit bekannt. Ein paar humorvollere Szenen und Tim Oliver Schultz als charmant-irrlichternder Chaosdad machen da aber einiges wieder wett.“
Der Kritiker der FAZ lobte: „Tim Oliver Schultz gelingt es eindrücklich, einen leicht überforderten Vater zu geben, der ein gutes Herz hat und einfach ein feiner Kerl, ein rundum geradliniger und sympathischer Typ ist.“ […] „Regisseurin Esther Gronenborn hat einen ziemlich modernen, unterhaltsamen und teils sogar lebensklugen Familienfilm inszeniert.“ Die Redaktion von TV 14 war der Meinung: „Das Timing stimmt, lebensnah erzählt.“ Auch bei TV Digital kam die Folge gut an, dort hieß es: „Witzige Folge mit liebenswert unvollkommenen Figuren.“
Auch die Bewertung des Films in der Münsterschen Zeitung fiel positiv aus. Der Regisseurin wurde bescheinigt, „einen ziemlich modernen, unterhaltsamen und teils sogar lebensklugen Familienfilm inszeniert“ zu haben. Die Sprache sei „locker, das Tempo auch und die Musik von Gert Wilden junior“ passe „sehr gut dazu“. Weiter hieß es: „Die Darsteller spielen ihre Figuren gut und glaubhaft – insbesondere Tim Oliver Schultz […]. Ihm gelingt es eindrücklich, einen leicht überforderten Vater zu geben, der ein gutes Herz hat und einfach ein feiner Kerl, ein rundum geradliniger und sympathischer Typ ist.“ […] Der „humorvolle und feinfühlige Film“ trage „allein zum Schluss hin dann doch ein wenig dick“ auf.
Die Redaktion von Prisma meinte, Yasemin Cetinkaya sei in ihrer Rolle als Exfrau Nicki „arg streng“, und dass ihr Exmann Timo ein Angebot von einem Proficlub in Portugal erhalten habe, sei „selbst in einem ARD-Freitagsfilm ein an den Haaren herbeigezogenes Drehbuch-Märchen“. […] „Auch ohne Fußball“ sei „Timo Held genug in dieser sanften, in ihrem Look durchaus auf Chic getrimmten Freitagskomödie“. […] „Timo, der Ex-Profi“ müsse „am Ende dieses am Familienalltag schon vor Corona-Zeiten messerscharf vorbeizielenden Films noch ein paar Elfer auf dem Spielplatz schießen“. Dass er „super“ sei, daran habe man „dank des unaufgeregten Darstellers Tim Oliver Schultz […] auch gar nicht gezweifelt“. Etwas kurz kämen seine Kumpel „(Peter Lohmeyer, David Rott und Tobias van Dieken) als ewig pubertierende Helfer und Querulanten“.